# Ballston Spa
Ballston Spa és una població dels Estats Units a l'estat de Nova York. Segons el cens del 2000 tenia 5.556 habitants.

## Demografia
Segons el cens del 2000, Ballston Spa tenia 5.556 habitants, 2.267 habitatges, i 1.385 famílies. La densitat de població era de 1.340,7 habitants/km².
Dels 2.267 habitatges en un 32,4% hi vivien nens de menys de 18 anys, en un 45,9% hi vivien parelles casades, en un 10,8% dones solteres, i en un 38,9% no eren unitats familiars. En el 32,1% dels habitatges hi vivien persones soles l'11,6% de les quals corresponia a persones de 65 anys o més que vivien soles. El nombre mitjà de persones vivint en cada habitatge era de 2,32 i el nombre mitjà de persones que vivien en cada família era de 2,94.
Per edats la població es repartia de la següent manera: un 23,9% tenia menys de 18 anys, un 8,1% entre 18 i 24, un 32,7% entre 25 i 44, un 18,7% de 45 a 60 i un 16,6% 65 anys o més.
L'edat mediana era de 36 anys. Per cada 100 dones de 18 o més anys hi havia 85,2 homes.
La renda mediana per habitatge era de 37.173 $ i la renda mediana per família de 49.387 $. Els homes tenien una renda mediana de 36.929 $ mentre que les dones 27.281 $. La renda per capita de la població era de 20.237 $. Entorn del 7,4% de les famílies i el 10,6% de la població estaven per davall del llindar de pobresa.